# La Purificación Tepetitla
La Purificación Tepetitla es una localidad perteneciente al municipio de Texcoco, en el Estado de México, México.

## Contexto geográfico
Este pequeño pueblo, situado a la orilla del antiguo complejo lacustre del altiplano mexicano, albergó aves y vegetación de colorido exuberante. Se dibujó en el entorno paradisíaco de los baños del Rey Poeta de Texcoco, quien tuvo aquí uno de sus bosques predilectos.

## Orígenes
La historia comienza en lo que hoy son los ejidos, llamados San Esteban, San Tiburcio y el último y más importante la Ascensión, en este se encontraron ruinas de una ermita; ahí comenzó la evangelización por los primeros frailes franciscanos que venían de Texcoco.

## Historia de su nombre
Después de algún tiempo de la llegada de los españoles se desató una epidemia de una enfermedad desconocida y con ello la muerte. Al quedar pocas personas, estas subieron a lo que hoy es el pueblo, encontrando en él alivio a sus males. Como habían sido purificados se le dio el nombre de la purificación porque se curaron con las ´plantas de uso medicinal y el agua de su hueyapamil que ahí existía.[cita requerida].
Este lugar fue el bosque predilecto del rey Nezahualcoyotl (Tenochco), en él se encontraban aves de bello plumaje, venados y otros animales, dos riachuelos y un hueyapamil. Los dos riachuelos bajaban por lo que hoy son las calles de Tezoncalli y Huexotitla; el hueyapamil atravesaba la mitad del cerro del pueblo hasta Tecampanotitla (en nuestros días hay vestigios de este hueyapamil). Con esta agua se regaban los sembradíos de plantas medicinales cultivadas en terrazas. Los nuevos habitantes utilizaron estas plantas para sanar sus cuerpos, y con el aire puro y el agua se recuperaban y purificaban. 
Así, llamaron al pueblo “Purificación” y para dar gracias a la Virgen María por sanarlos llamaron al pueblo: “Nuestra Señora de la Purificación” (Dato encontrado en el AGN de 1738). Más tarde fue llamado “La Purificación Tepetitla” o “La Purificación en Tenochco, Tepetitla” por encontrarse junto al cerro de piedras

## Festividades
Los habitantes del pueblo toman como patrona a la virgen de la Candelaria y la festejan el 2 de febrero, la cual es una fiesta muy bonita, con bailes y misas. No hay otra igual. También se celebra el carnaval previamente a la cuaresma.

## Historia
La poca gente que se salvó de la epidemia formó pequeños ranchos, llamados: San Agustín, la loma en medio del pueblo; San Antonio y dos más que no se confirmaron. gjç

## Arqueología
En el pueblo existieron estructuras piramidales prehispánicas, algunas de forma circular. Pero a la llegada de los españoles, y con ellos los frailes, todo fue destruido, ya que existía la costumbre de edificar iglesias sobre los antiguos templos prehispánicos, para mostrar el triunfo de la religión católica sobre nuestras civilizaciones.

## Retablo de la Parroquia Purificación de María
La construcción de la Parroquia data del año de 1681. Se terminó en 1771. Tiene una antigüedad de 236 años y su estilo es barroco Texcocano, con influencia mudéjar.
El templo está construido de la siguiente manera: su fachada principal con cantera; sus muros con piedra, tezontle y cantera; su cubierta en viguería, terrado abovedado, plana con cúpula. Al avanzar al interior del templo en el altar mayor se encuentra el retablo, este cubre toda la pared del fondo, deslumbra con su belleza el delicado tallado sobre madera cubierta de hoja de oro a todo lo largo y ancho de la pared. Es como un relámpago que ciega la tristeza del fiel que se arrodilla frente a la imagen que nos alivia, de sin igual belleza, hecha por mano indígena en barroco texcocano. Este retablo data de entre 1740 a 1780, aproximadamente (dato oral) y está dedicado a la Purificación de María.
Durante el barroco, uno de los métodos catequísticos y de predicación más socorridos fue el uso de retablos dorados, los cuales se caracterizan por sus columnas salomónicas o de pirámide invertida, empleadas entre 1740 y 1790. 
El retablo es de dos cuerpos, tres calles, un banco o predela y guardapolvo. Los dos cuerpos simbolizan las dos naturalezas de Jesucristo: la humana y la divina. También nos recuerda que el hombre posee cuerpo y alma.